# Юкачёва, Раушания Хуснутдиновна
Раушания Хуснутдиновна Юкачёва (тат. Раушания Хөснетдин кызы Юкачёва; 18 февраля 1959, Конь, Пестречинский район, Татарская АССР, РСФСР, СССР — 17 июля 2022, Казань, Республика Татарстан, Российская Федерация) — советская и российская актриса татарского театра. Народная артистка Республики Татарстан (2009), заслуженная артистка Республики Татарстан (2003).

## Биография
Раушания Хуснутдиновна Юкачёва родилась 18 февраля 1959 года в селе Конь Пестречинского района Татарской АССР. Из крестьянской семьи. Брат отца — А. Хафизов, театральный актёр.
Во время учёбы в школе участвовала в художественной самодеятельности и мечтала стать актрисой, однако затем по настоянию родителей уехала в Казань и поступила в Казанский техникум связи, но спустя два года бросила учёбу, поняв, что к этому не лежит её душа. С детства испытывая проблемы с сердцем, в 1976 году в возрасте 18 лет перенесла операцию, после чего решила реализовать свою детскую мечту. По примеру дяди поступила в Казанское театральное училище, которое окончила в 1981 году по курсу М.Салимжанова. Во время учёбы влюбилась в однокурсника Н. Юкачёва, за которого в возрасте 21 года вышла замуж. Из-за проблем со здоровьем долгое время не могла забеременеть, но спустя некоторое время родила дочь Светлану, однако больше детей иметь не могла.
Во время учёбы работала осветителем в Татарском государственном академическом театре имени Г. Камала, помогая родителям. Несмотря на желание остаться в Казани, после получения образования по направлению вместе с мужем поступила в Альметьевский татарский государственный драматический театр, однако там её карьера не сложилась, в 1983 году по приглашению Салимжанова они вошли в состав труппы театра Камала. Одновременно, при камаловском театре организовала студию «Балачак» («Детство»), которую возглавляла в 1989—1999 годах, активно занималась воспитанием будущей публики и вкуса к театру у детей, ставила спектакли в школах и детских садах. Ведя активную административную деятельность, в 1998—2001 годах занимала пост заместителя директора театра, в 2002—2005 годах была директором Казанской городской филармонии, а в 2011 году стала заместителем председателя Союза театральных деятелей Республики Татарстан и директором казанского Дома актёра имени М. Салимжанова. Параллельно окончила Казанский институт культуры, а затем ушла из Союза, где проработала пять лет.

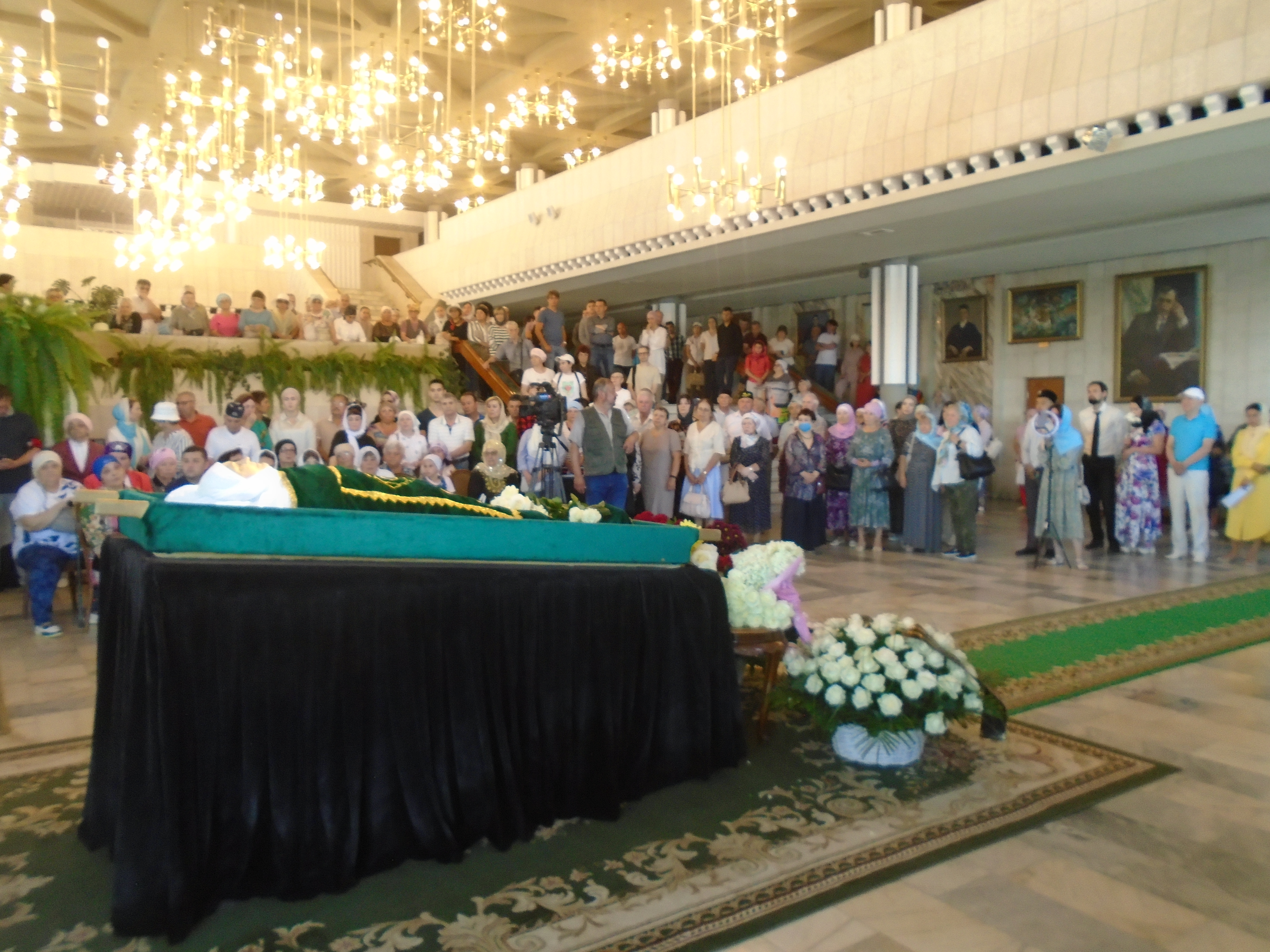
Церемония прощания в театре имени Камала

Прожив в браке 29 лет, в 2009 году потеряла мужа. Тяжело переживала его смерть, найдя утешение в работе и семье. Последние годы боролась с различными болезнями, в том числе преодолела рак. В 2013 году в возрасте 54 лет перенесла вторую операцию на сердце. Тем не менее, никогда не жаловалась на здоровье и сохраняла присутствие духа, всегда была в прекрасной форме. Активно занималась спортом, любила кататься на лыжах. Уделяла большое внимание сохранению и пропаганде татарского языка, научила дочь и внуков говорить по-татарски.
Раушания Хуснутдиновна Юкачёва скончалась 17 июля 2022 года в Казани в возрасте 63 лет. Незадолго до того с сердечным приступом была госпитализирована в 7-ю больницу, там пробыла всего три дня и перенесла ещё два приступа, однако затем уехала на лечение в санаторий «Ижминводы» вместе с Н. Гараевой, откуда спустя десять дней вернулась обратно домой, где и умерла. Прощание прошло в фойе театра Камала, похоронена в родном селе Конь по мусульманскому обряду.

## Репертуар

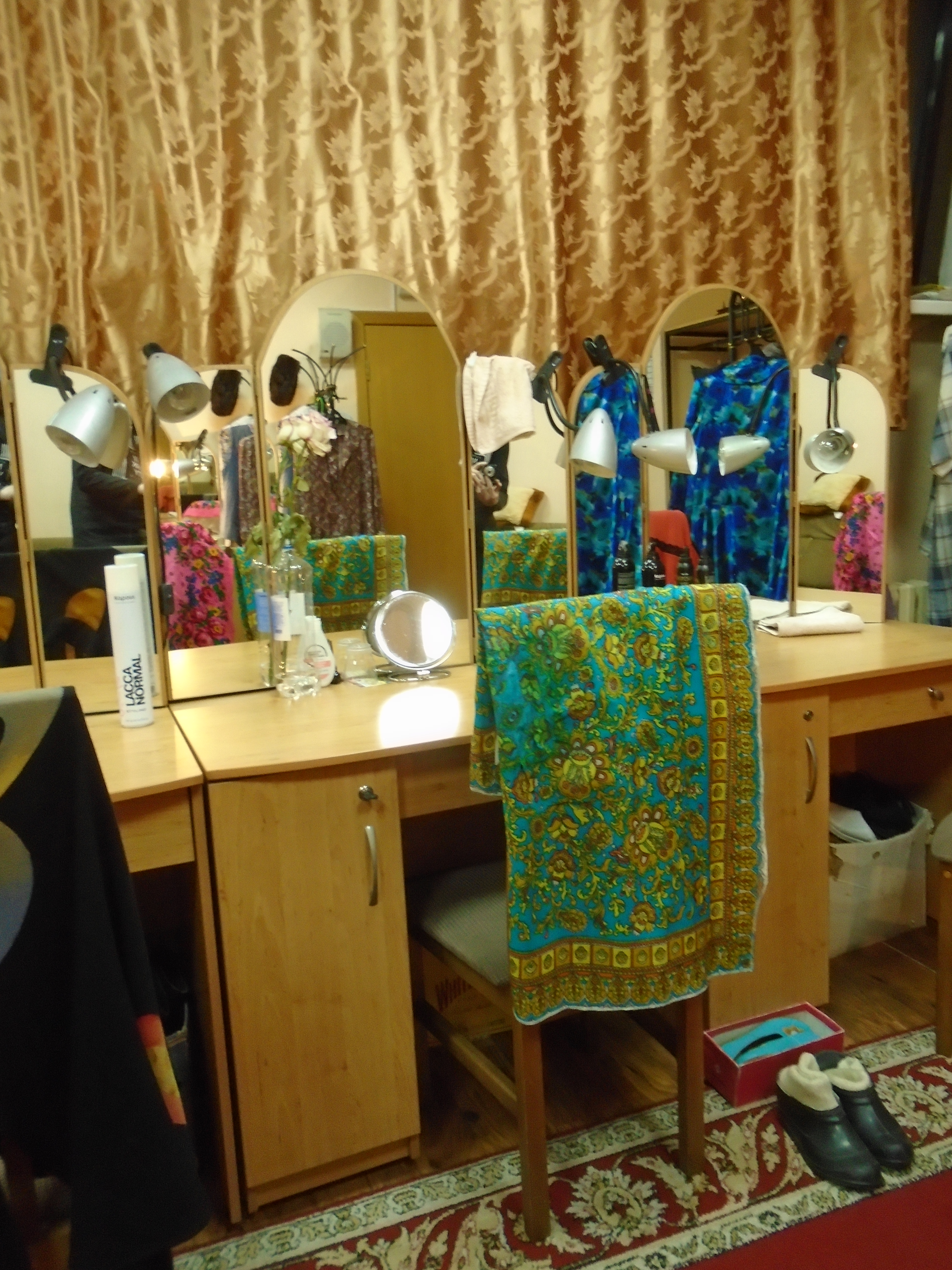
Гримёрная Юкачёвой

Творческий псевдоним — Раушания Хафиз. Сохранив в себе моложавость в сочетании с тонкой фигурой, на протяжении почти двадцати лет воплощала на сцене образы юных героинь, наделяя их своими чисто индивидуальными чертами — искренностью, мягкостью, обаятельностью, поэтичностью, лиричностью, некоторой тихостью, естественной непосредственностью. Со временем перешла на более возрастной и трагический репертуар, многогранные роли социальных героинь, как далёкого прошлого, так и современности, которых изображала с точным знанием действительности, с жизненной узнаваемостью и естественностью предельных степеней. Среди наиболее заметных ролей — Зульфия («Зульфия» К. Амирова), Зарима («Под знаком Марса» Р. Хамида), Сарби («Молодые сердца»), Зухра («Тахир и Зухра» Ф. Бурнаша), Шамсикамар («Шамсикамар» М. Аблеева), Фатыма («Голубая шаль» К. Тинчурина), Гайни («Несчастный юноша» Г. Камала), Айша («Мы уходим, вы остаетесь»), Сажида («Четыре жениха Диляфруз»), Тамлетамак («Деревенский пёс Акбай» Т. Миннуллина), Амина («Хасан — муж Ляйсан» Ю. Сафиуллина), Сакина («Наследие» Г. Каюмова), Руфия («Бичура»), Фирдаус («Казанские парни», «Вновь казанские парни» М. Гилязова), Маша («Волны подо льдом» А. Рахманкулова), Дригамбар («Портфель»), Танай («Рыжий насмешник и его черноволосая красавица»), Бади («Гульджамал» Н. Исанбета), Сажида («Вызывали?», «Снегопад, снегопад…» З. Хакима), Марфуга («Заблудший соловей» Р. Зайдуллы), Савия («Поговорим о любви»), Ландыш Джаухарова («Горбкий цвет» И. Зайниева), Бика («Дачный сезон» С. Юзеева), Наташа («Как звезды в небе» по М. Горькому), Нина («Станция Шамбодэ» Э. Лабиша), Селья («Причуды Белисы» Л. де Вега).

## Награды
- Почётное звание «Народный артист Республики Татарстан» (2009 год)[1].
- Почётное звание «Заслуженный артист Республики Татарстан» (2003 год)[21].
- Медаль «За доблестный труд» (2019 год) — за большой вклад в развитие театрального искусства и многолетнюю плодотворную творческую деятельность[22].
- Премия имени Д. Сиразиева[тат.] (2019 год) — за многолетнюю успешную творческую деятельность и большой вклад в развитие Татарского государственного академического театра имени Г. Камала[23].
- Премия «Тантана[тат.]» в номинации «Ансамбль» (2012 год) — за роль в спектакле «Голубая шаль» К. Тинчурина[24].